# Penn (Pennsylvanie)
Pour les articles homonymes, voir Penn.
Penn est un borough situé à l'ouest de la partie centrale du comté de Westmoreland, en Pennsylvanie, aux États-Unis,. En 2010, il comptait une population de 475 habitants, estimée au 1er juillet 2020 à 442 habitants. Le borough est incorporé en 1865.

## Démographie
Lors du recensement de 2010, le borough comptait une population de 475 habitants. Elle est estimée, en 2020, à 442 habitants.